# Далеко від раю
«Дале́ко від ра́ю» (англ. Far from Heaven) — ретро-драма Тодда Гейнса 2002 року, стилізована під яскраві післявоєнні мелодрами Дугласа Сірка («Імітація життя», «Все, що дозволено небом»). Головну роль виконує Джуліанн Мур, яка за свою роботу отримала кубок Вольпі Венеційського кінофестивалю, а також була номінована на премії «Оскар» та «Золотий глобус».
У 2013 році за фільмом поставили однойменний поза-бродвейський мюзикл з Келлі О'Гара в ролі Кеті.

## Сюжет
1957 рік, передмістя Гартфорда, штат Коннектикут — саме тут живе життям ідеальної дружини, матері та домогосподарки Кеті Вайтекер (Джуліанн Мур). Кеті одружена з Френком (Денніс Квейд), успішним виконавчим директором компанії «Магнатек», що займається рекламою на телебаченні. Одного вечора Кеті чує в слухавці поліцейського з місцевого відділку, де опинився її чоловік. Не пояснюючи причин затримання, він каже, що все складно і його не відпустять самого. Насправді Френк відвідував підпільні гей-бари у Гартфорді. Іншого дня Кеті виявляє у власному дворі незнайомого темношкірого чоловіка (Денніс Гейсберт). Він представляється Реймондом Діганом, сином колишнього садівника Вайтекерів.
Френк часто затримується ввечері, пояснюючи це великою кількістю роботи у офісі. В черговий такий вечір Кеті вирішує віднести йому вечерю і застає чоловіка у пристрасних обіймах іншого чоловіка. Френк зізнається, що мав «проблеми» в юності і погоджується пройти «виправну» конверсійну терапію. Хоча Кеті підтримує чоловіка, у їх стосунках зростає напруга, і Френк звертається до алкоголю.
Кеті зустрічає Реймонда на місцевій артвиставці та під пильною увагою інших відвідувачів ініціює розмову з ним про сучасне мистецтво. Після традиційної вечірки у Вайтекерів Френк намагається зайнятися коханням з Кеті, але терпить невдачу, бо не може збудитися, і б'є Кеті, яка намагається його втішити.
Кеті вирішує провести день з Реймондом. Вони йдуть до бару в «чорному кварталі», де вона виявляється єдиною білою відвідувачкою. Їх бачить разом одна з сусідок Кеті і відразу розпускає плітку про роман між місіс Вайтекер і її садівником, що швидко шириться містом. Кеті відчуває на собі негативну силу цієї плітки, коли приходить на балетний виступ своєї доньки і бачить, що матері інших дівчат тримають їх якомога далі від юної Вайтекер. Чоловік Кеті теж скаженіє. Кеті йде до Реймонда і каже, що їх дружба неприпустима.
Новий Рік Кеті разом із чоловіком зустрічає на курорті в Маямі. Здається, у їх стосунків відкрилось друге дихання, але Френк вступає в інтимні стосунки з молодим хлопцем.
Тим часом у Гартфорді троє хлопців переслідують та поцілюють каменем у Сару (Джордан Пурєар), доньку Реймонда. Френк зізнається Кеті, що зустрів чоловіка, який хоче бути з ним, і бажає розлучитися. Коли Кеті раптово дізнається, що жертвою нападу є донька Реймонда, Сара, вона йде до його будинку і застає Діганів за пакуванням валіз для переїзду до Балтимора. Виявляється, чорношкірі сусіди кидають каміння у шибки будинку Реймонда, бо не схвалюють його спілкування з білою жінкою. Коли Реймонд звертається до гості «місіс Вайтекер», вона просить називати її Кеті, а також пропонує бути разом, бо тепер вона одинока. Реймонд відмовляється: «Я вивчив свій урок про змішування двох світів». Наостанок Кеті йде на залізничну станцію, щоб побачити Реймонда і попрощатися з ним без слів, помахавши рукою з платформи, коли потяг вже рушив.

## В ролях
- Джуліанн Мур — Кеті Вайтекер
- Денніс Квейд — Френк Вайтекер
- Денніс Хейсберт — Реймонд Діган
- Патрісія Кларксон — Елеанор Файн
- Віола Девіс — Сібіл
- Джеймс Ребгорн — доктор Боумен
- Майкл Гастон — Стен Файн
- Райан Ворд — Девід Вайтекер
- Ліндсі Андретта — Дженіс Вайтекер
- Джордан Пурєар — Сара Діган
- Сілія Вестон — Мона Лаудер
- Барбара Гаррік — Дорін
- Бет Генріц — місіс Лікок
- Джун Сквібб — літня жінка
- Дж.Б. Адамс — Моріс Фарнсворт
- Олівія Біркеланд — Ненсі

Тодд Гейнс писав сценарій, маючи на увазі Мур та Джеймса Гандольфіні як подружжя Вайтекерів. Мур відразу приєдналася до проекту, а Гандольфіні був змушений відмовитися через зайнятість у «Клані Сопрано». Наступний у списку Гейнса, Рассел Кроу, вирішив, що роль занадто незначна, а у Джеффа Бріджеса були занадто високі фінансові сподівання.